# Crane Motor Car Company
Crane Motor Car Company war ein US-amerikanischer Hersteller von Automobilen.

## Unternehmensgeschichte
Henry Middlebrook Crane hatte einige Schnellboote hergestellt. In Crane & Whitman Automobile Works aus Bayonne in New Jersey experimentierte er auch an Personenkraftwagen. 1910 gründete er in der gleichen Stadt das neue Unternehmen. 1912 begann die Produktion von Automobilen. Der Markenname lautete Crane. Ende 1914 endete die Produktion. Insgesamt entstanden weniger als 40 Fahrzeuge.
Die Simplex Automobile Company aus New Brunswick übernahm sowohl das Unternehmen als auch Henry Crane. Die neuen Fahrzeuge wurden offiziell unter der Marke Simplex und der Modellbezeichnung Crane angeboten, was vielfach umgangssprachlich zu Crane-Simplex verkürzt wurde.
Henry Crane kaufte 1922 die Reste der Simplex Automobile Company, gründete die Crane-Simplex Company in Long Island City im US-Bundesstaat New York und stellte erneut Kraftfahrzeuge her, die nun offiziell Crane-Simplex genannt wurden.

## Fahrzeuge
Das einzige Modell war der Six, anfangs in der Ausführung als Model 3 und später als Model 4. Ein Sechszylindermotor mit L-Kopf und  9237 cm³ Hubraum trieb die Fahrzeuge an. Er leistete 110 PS. Das Fahrgestell hatte 345 cm Radstand. Der Neupreis betrug 8000 US-Dollar für das Fahrgestell. Verschiedene Karosseriehersteller, insbesondere Brewster & Company, stellten die Aufbauten her.
Ein erhaltenes Model 3 gehört zum Seal Cove Auto Museum.